# South Upi
South Upi is een gemeente in de Filipijnse provincie Maguindanao op het eiland Mindanao. Bij de laatste census in 2007 had de gemeente ruim 32 duizend inwoners.

## Geografie

### Bestuurlijke indeling
South Upi is onderverdeeld in de volgende 11 barangays:
| - Biarong - Bongo - Itaw - Kigan - Kuya - Lamud | - Looy - Pandan - Pilar - Romangaob - San Jose |

## Demografie
South Upi had bij de census van 2007 een inwoneraantal van 32.014 mensen. Dit zijn 3.828 mensen (13,6%) meer dan bij de vorige census van 2000. De gemiddelde jaarlijkse groei komt daarmee uit op 1,77%, hetgeen lager is dan het landelijk jaarlijks gemiddelde over deze periode (2,04%). Vergeleken met de census van 1995 is het aantal mensen met 8.828 (38,1%) toegenomen.

De bevolkingsdichtheid van South Upi was ten tijde van de laatste census, met 32.014 inwoners op 184,8 km², 173,2 mensen per km².